# Grieghallen

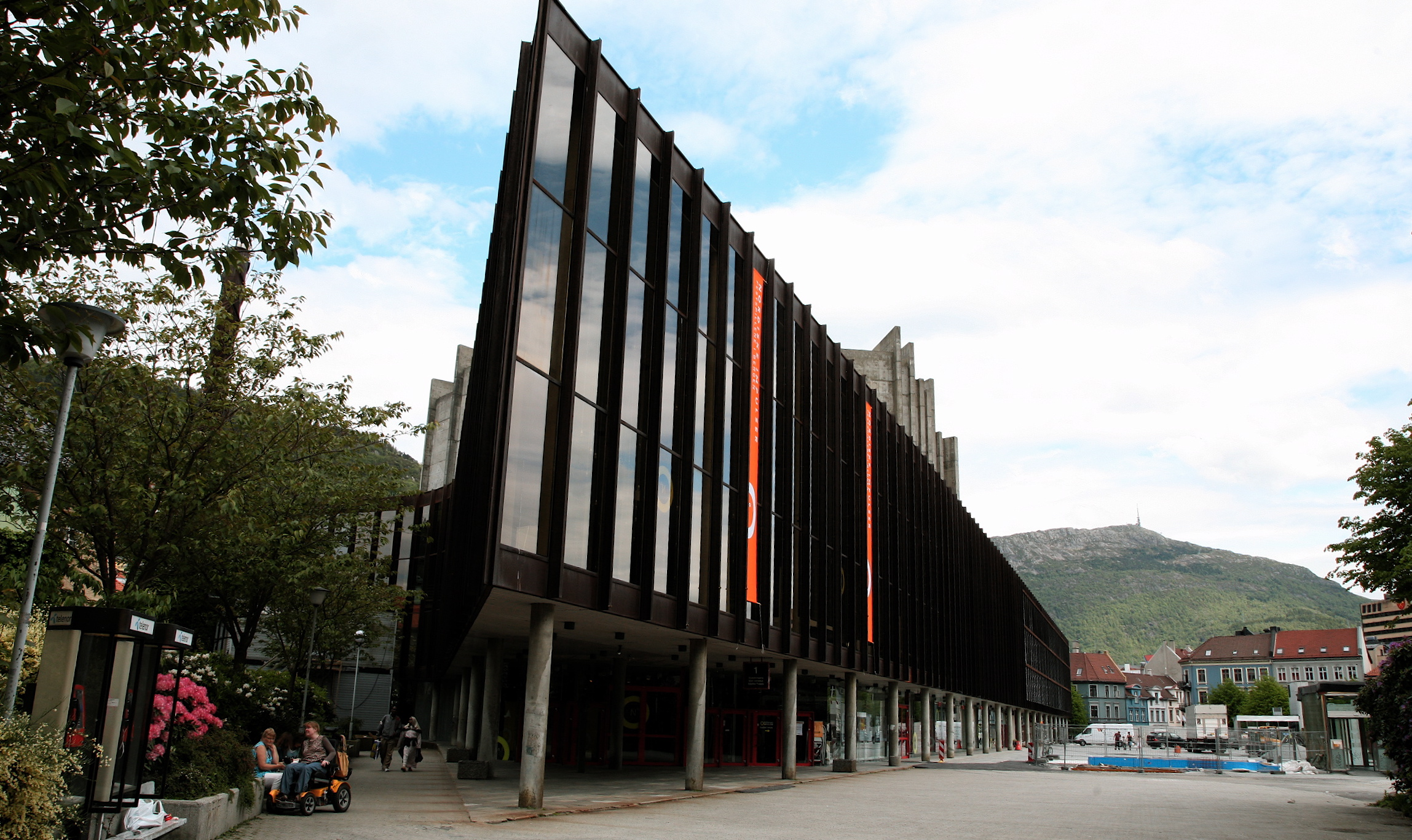
O Grieghallen.

O Grieghallen é uma sala de concertos com capacidade de 1.500 lugares em Bergen, Noruega. Foi sede do Festival Eurovisão da Canção 1986.
O salão tem o nome do compositor norueguês Edvard Grieg nascido em Bergen, que foi diretor musical da Orquestra Filarmônica de Bergen entre 1880 e 1882.
O Grieghallen também é famosa como o estúdio de gravação e da comunidade black metal, como muitas bandas importantes como Burzum, Mayhem ou Immortal gravando lá seus primeiros registros com discografia Deathlike Silence Productions e Pytten como técnico de som.